# Mosnac (Charente)
Mosnac foi uma comuna francesa na região administrativa da Nova Aquitânia, no departamento de Charente. Estendia-se por uma área de 6,33 km². Em 2010 a comuna tinha 454 habitantes (densidade: 71,7 hab./km²).
Em 1 de janeiro de 2021, passou a formar parte da nova comuna de Mosnac-Saint-Simeux.